# Malmedy
Malmedy [malmədi] (en francique Malemder ; en wallon Måmdey, prononcé [maːmdiː] ; en allemand Malmedy), parfois orthographié Malmédy, est une ville partiellement germanophone de Belgique située en Région wallonne dans la province de Liège.
C'est une commune francophone à facilités pour ses habitants germanophones (5 % de ses citoyens sont d'expression germanophone). Elle fait partie des communes des Cantons de l'Est définitivement rattachés à la Belgique le 10 juin 1925, en exécution du traité de Versailles.
Malmedy est située au confluent de la Warche et de la Warchenne.

## Étymologie
Les premières formes attestée pour Malmedy sont Malmunderio (c. 648, 670, c. 681, 692), Malmundario (c. 650, 670) et Malmundarium (652/653),. À noter ces formes du VIIe siècle ne sont connues que dans un cartulaire du Xe siècle, mais rien ne porte à mettre en doute ces graphies.
Malmundarium — adjectif Malmundariensis — restent par la suite les formes latines les plus courantes, « officielles, pourrait-on dire » (J. Vannérus).
L'explication populaire — et encore souvent donnée — fait venir ce nom de l'expression a malo mundarum signifiait « [lieu] lavé/libéré du mal », les moines ayant purifié l'endroit en s'y installant.
De nombreuses théories plus développées ont été émises — origines préceltique, celtique et germanique —, mais les dernières recherches reviennent toujours à l'origine latine mal(um) (mauvais) — mundare (nettoyer) — -arium (suffixe), mais en donnant un sens différent : lieu nettoyé non pas du malin, du diable, mais lieu défriché.
Le terme a évolué pour donner Mâm'dî en wallon de la région, Malmedy en français.
En 1984, le collège communal a entériné la forme Malmedy comme unique et officielle au détriment de la forme Malmédy, longtemps en concurrence et parfois encore retrouvé dans d'autres régions de Belgique francophone. L'accent aurait été placé par des milieux intellectuels à la fin du XIXe siècle par résistance aux tentatives d'acculturation germanique. Un arrêté royal de 1988 a officialisé l'orthographie sans accent.

## Géographie

### Situation et géographie de la commune
La commune de Malmedy qui s'étire du nord au sud depuis les Hautes Fagnes dans les environs immédiats de la Baraque Michel jusqu'aux forêts du sud de la localité de Pont est traversée par quatre cours d'eau principaux. Au nord, la Hoëgne naissante. Au centre, la Warche et la Warchenne qui se rejoignent à Malmedy. Au sud, l'Amblève qui arrose Ligneuville.
|          | Jalhay     |         |
| Stavelot | Malmedy    | Waimes  |
|          | Saint-Vith | Amblève |

#### Aléas sismiques
Dans les provinces de Liège, du Limbourg et du Hainaut, l'activité sismique est plus élevée que dans le reste du pays. Malmedy fait partie des communes qui se trouvent en zone 2, soit la zone la plus exposée aux tremblements de terre en Belgique (voir la carte de zonation sismique dans Plumier et Degée 2003).
Le séisme de 1692, qui a touché la région de  Verviers, est peut-être responsable des glissements de terrain observés dans la vallée de la Warche à l'Est de Bévercé (au sud de la confluence avec le ruisseau de Trô Maret). Ces trois glissements de terrain affectant le Poudingue de Malmedy ont été découverts en mars 2015, lors des levés de terrain liés à la révision de la carte géologique.
Une zone tectoniquement active (une ou plusieurs failles), qui borde les glissements de Bévercé, s'étend de Battice-Verviers-Hockai à Malmedy.

### Sections et villages de la commune
Trois sections (anciennes communes avant la fusion des communes de 1977) forment la commune actuelle : Bellevaux-Ligneuville occupe le sud de la commune actuelle, Bévercé le nord et Malmedy le centre.

#### Sections de commune
| # | Nom                   | Superf. (km²) | Habitants (2020) | Habitants par km² | Code INS |
| - | --------------------- | ------------- | ---------------- | ----------------- | -------- |
| 1 | Malmedy               | 6,44          | 6.413            | 996               | 63049A   |
| 2 | Bévercé               | 66,89         | 4.539            | 68                | 63049B   |
| 3 | Bellevaux-Ligneuville | 27,06         | 1.845            | 68                | 63049C   |

#### Villages et hameaux
Ces trois sections comptent une trentaine de petits villages et hameaux :
- section de Malmedy : Cligneval, Falize, Otaimont et Xhurdebise ;
- section de Bellevaux-Ligneuville : Bellevaux, Chevofosse, Cligneval, Lamonriville, Lasnenville, Ligneuville, Planche, Pont, Reculémont, Ronxhy et Warche ;
- section de Bévercé : Géromont, Arimont, Baugnez, Bernister, Boussire, Burnenville, Chôdes, Floriheid, G'doumont, Gohimont, Hédomont, Longfaye, Meiz, Mont, Préaiz, Winbomont et Xhoffraix.

## Démographie

### Démographie: Avant la fusion des communes
- Source: DGS recensements population

### Démographie: Commune fusionnée
En tenant compte des anciennes communes entraînées dans la fusion de communes de 1977, on peut dresser l'évolution suivante :
Les chiffres des années 1831 à 1970 tiennent compte des chiffres des anciennes communes fusionnées.
- Source: DGS , de 1831 à 1981=recensements population; à partir de 1990 = nombre d'habitants chaque 1 janvier[14]

### Langues
La ville de Malmedy est une ville majoritairement francophone, la quasi-totalité de sa population a le français comme langue maternelle.
Mais du fait de sa position géographique et de son histoire, Malmedy accorde beaucoup d'importance à la langue allemande, même si peu de personnes ont effectivement l'allemand comme langue maternelle.
Le wallon est la langue historique de la ville, cependant peu de personnes ne le parlent aujourd'hui. Il s'agit, la plupart du temps, de personnes âgées ayant la maitrise de cette langue. Le wallon reste cependant présent dans les chansons folkloriques du Cwarmê (Carnaval).

## Histoire

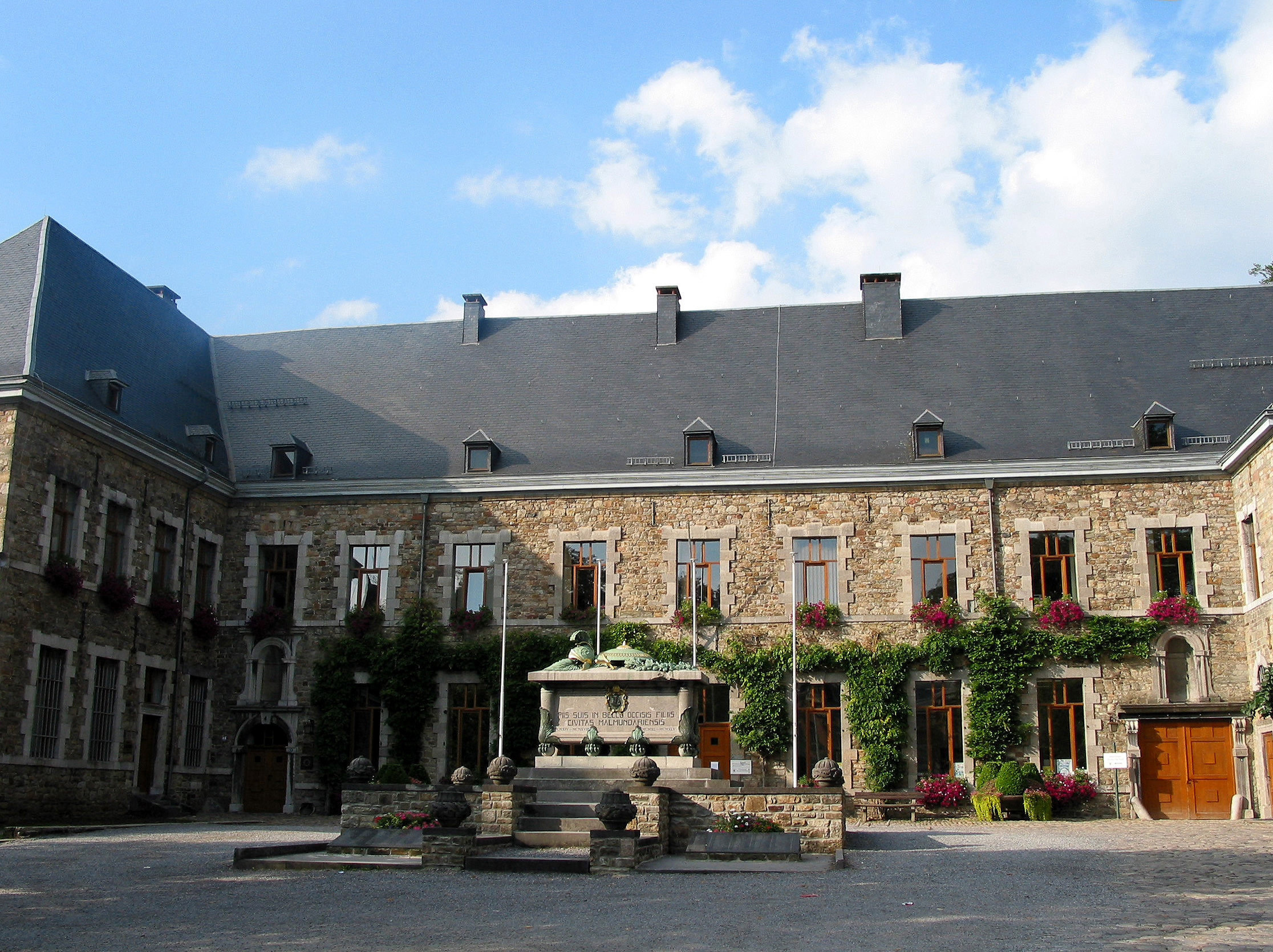
Monument aux victimes tuées à Malmedy lors de la guerre (1940-1945) et ancien monastère (XVIIIe siècle).

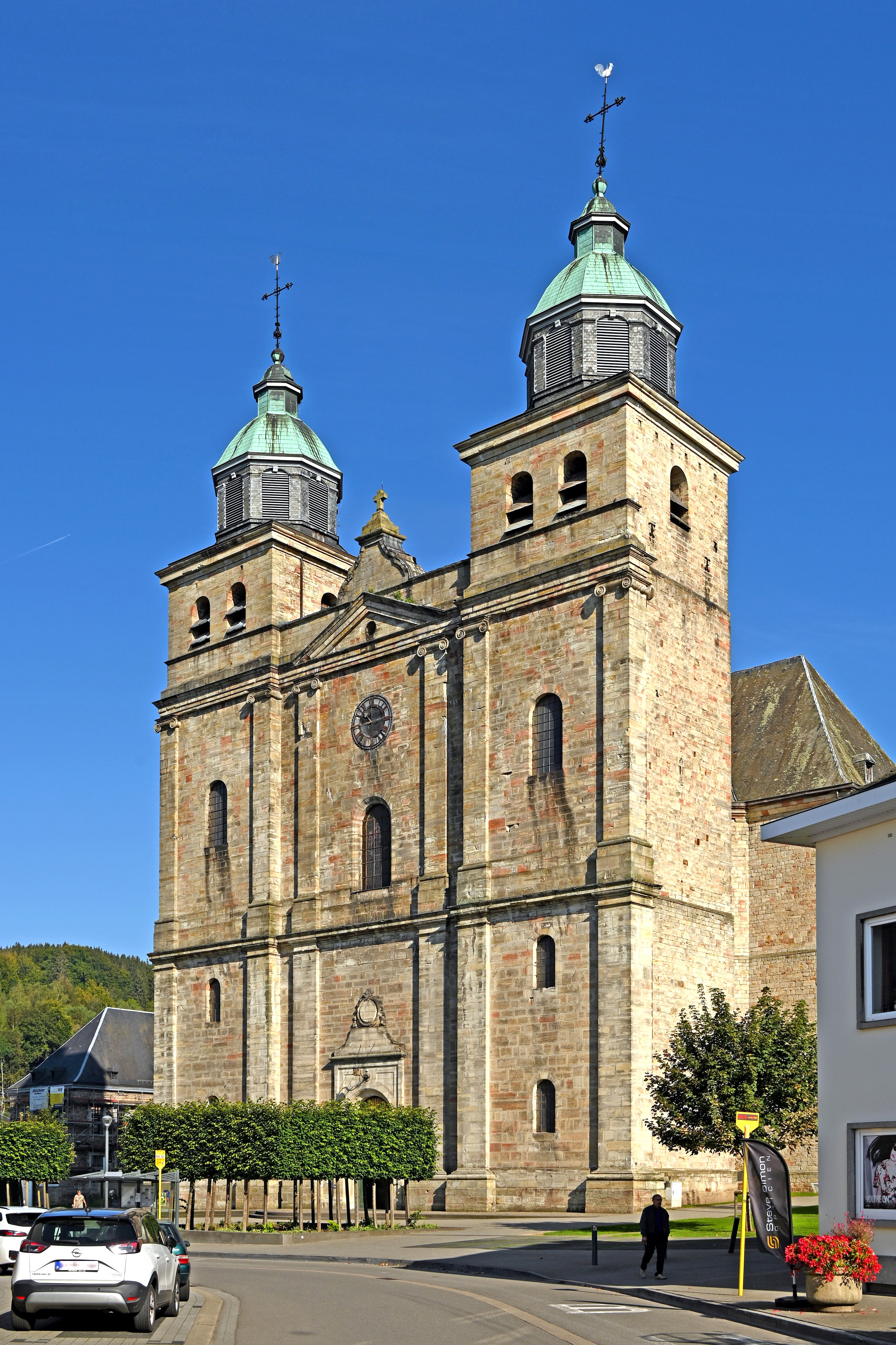
La cathédrale Saints-Pierre-Paul-et-Quirin (1777).

### Principauté de Stavelot-Malmedy
En ce qui concerne sa naissance et sa jeunesse, l'histoire de Malmedy se confond en grande partie avec celle de son abbaye.
La ville est fondée vers 648 par saint Remacle, originaire d'Aquitaine et prieur de l'abbaye de Solignac. Malmedy se développa dès c. 648 autour du cloître bénédictin érigé par saint Remacle. Ce monastère est associé à celui de Stavelot, que Remacle fonde à la même époque. On parle souvent de « monastère double », bien qu'il s'agisse de deux monastères d'hommes (Bède le Vénérable, dans un cas comme celui-ci, préfère parler de « monastères jumeaux pour hommes »).
Au Xe siècle, la population de Malmedy s'était accrue au point qu'il fallut une église paroissiale, Saint-Géréon, c'était en 1007. Jusqu'alors, on s'était contenté d'une absidiole de l'abbaye, la chapelle Saint-Laurent, et encore la Saint-Martin (« Evêuyes »).
Entre sa fondation et 1794, l'histoire de Malmedy se confond avec celle de la Principauté abbatiale de Stavelot-Malmedy dont elle constitue un des deux pôles.
Pendant 1 146 ans, Malmedy et Stavelot formèrent la Principauté de Stavelot-Malmedy à la tête de laquelle se succédèrent 77 princes-abbés du Saint-Empire et comtes de Logne. Cependant, dès le XIe siècle, des rivalités opposèrent les deux villes, l'abbaye de Malmedy supportant mal la suprématie que lui imposait celle de Stavelot.
Dès le XVIe siècle, Malmedy voit plusieurs industries se développer sur son sol : draperie, tannerie et industrie de poudre à canon.
Au XVIIe siècle, Malmedy et Stavelot sont les centres de tanneries les plus importants d'Europe. À cette époque, d'autres industries sont aussi renommées à Malmedy : fabrique de coton, fabrique de jeux d'échecs, de dominos, de pains d'épice et surtout la papeterie qui fera la fortune de Malmedy. Malgré son statut de neutralité et la protection des princes-abbés, Malmedy fut envahie au moins cinquante fois par des troupes de passage, dont les déprédations eurent des conséquences désastreuses pour la population… La ville fut totalement incendiée en 1689 sur l'ordre de Nicolas de Catinat, général de Louis XIV.

### Période française (1795-1815)
En 1795, après la propagation de la Révolution française et les conquêtes territoriales de la France, la Principauté de Stavelot-Malmedy disparut et ses territoires furent réunis à la France. Malmedy devint alors sous-préfecture du département de l'Ourte, chef-lieu du 2e arrondissement communal de l'Ourte, siège d'un Tribunal de première instance et étendit sa juridiction, notamment sur les villes de Verviers et Spa.
Elle conservera ce statut jusqu'à la fin de la période napoléonienne.

### Période prussienne (1815-1919)
Aux termes du traité de Vienne en 1815, le canton de Malmedy, comme celui de Saint-Vith qui relevait du même arrondissement, est rattaché à la Prusse. Cette situation va durer 104 ans.
Durant les cinquante premières années, la situation particulière de Malmedy, ville romane (wallonne, en fait) dans une Prusse germanophone, ne pose pas trop de problèmes. Les habitants sont libres d’utiliser le français à leur guise, y compris dans les délibérations du conseil communal. Au cours d’une visite à la ville en 1853, le roi de Prusse Frédéric-Guillaume IV affirmera même être fier de posséder, aux marches de son royaume, « un petit pays où l’on parle français ».
En revanche, les choses vont progressivement changer avec l'arrivée au pouvoir du chancelier Bismarck et plus encore avec la guerre franco-prussienne de 1870 et le Kulturkampf qui va bientôt lui succéder. Aux yeux de l’administration prussienne, Malmedy souffre du double désavantage d’être à la fois francophone et en majorité catholique.
À partir de ce moment, elle va subir une tentative de germanisation forcée, l’enseignement du français étant interdit dans les écoles au profit de celui de l'allemand. Par ailleurs, interdiction fut faite aux communes du canton de Malmedy de subventionner les cultes, les curés se voyant interdire de prêcher en français (interdiction que certains contourneront en prêchant en wallon).
Certains irréductibles iront jusqu’à créer en 1897 le « Club Wallon » avec l'abbé Nicolas Pietkin, qui existe encore de nos jours mais, dans l’ensemble, la majorité de la population, axée sur les problèmes du quotidien allait peu à peu s’adapter à la situation, même si au sein des maisons, le wallon restait pour beaucoup la langue utilisée de préférence. Nicolas Pietkin faisait ses sermons en wallon.
Les Malmédiens firent la Première Guerre mondiale sous l'uniforme allemand, comme le reste des habitants des cantons de l’Est.

### Première période belge (1919-1940)
Le Traité de Versailles signé le 28 juin 1919 entre l'Allemagne et les Alliés à l'issue de la Première Guerre mondiale intègre à la Belgique les cantons d'Eupen et de Malmedy, ainsi que la Vennbahn.
Le 10 juin 1925, Malmedy devient une ville belge en application de ce même traité de Versailles. Elle obtient ainsi le même statut que sa ville sœur de Stavelot.
Le traité prévoyait que les populations concernées devaient se prononcer sur le rattachement à la Belgique par référendum. Celui-ci fut organisé de façon contestable, les opposants étant priés d’aller signer sur une liste ouverte à leur administration communale. Sur l’ensemble des 33 276 électeurs concernés sur l’ensemble des cantons de l’Est, seuls 271 oseront aussi ouvertement manifester leur désapprobation.
Par ailleurs, une polémique opposera un temps l’évêché de Cologne, dont dépendait Malmedy, au Saint-Siège. Pour résoudre la question, le Vatican créera temporairement un diocèse de Malmedy-Eupen-Saint-Vith, confié à l’évêque de Liège et dont le siège se trouvait à Malmedy. L'église paroissiale se trouva de ce chef promue au rang de cathédrale, rang que les Malmédiens lui attribuent encore aujourd’hui, car le titre honorifique de « cathédrale » sera maintenu. L’éphémère évêché sera définitivement absorbé par celui de Liège en 1925.
C'est au cours de cette période que se produisit également la scission du canton de Malmedy qui perdit ses communes germanophones, qui allaient constituer le nouveau canton de Saint-Vith, pour ne conserver que les communes de ce qui est encore appelé la Wallonie malmédienne, à savoir les actuelles communes de Waimes et Malmedy.
L'entre-deux-guerres fut marqué à Malmedy comme dans le reste de la région par une opposition entre les partisans du maintien de la situation acquise à la suite du traité de Versailles et les tenants du retour à l'Allemagne. Cette opposition devint plus aiguë encore après l'accession de Hitler au pouvoir en Allemagne et l'encouragement par le régime nazi du courant militant pour le retour à l'Allemagne. Il se créa même un parti appelé Heimattreue Front (Front patriotique) dont le programme était ouvertement rattachiste et dont certains membres professaient ouvertement des idées nazies.

### Annexion au Reich allemand (1940-1944)
Après le déclenchement de la Seconde Guerre mondiale et la capitulation de la Belgique au terme de la campagne des 18 jours, Malmedy sera annexée au Troisième Reich et la Place Albert rebaptisée Adolf-Hitler-Platz. Il en résultera que les Malmédiens en âge de porter les armes seront obligés de faire leur service militaire au sein de la Wehrmacht, payant un lourd tribut à la guerre, notamment sur le front de l'Est. Par ailleurs, pendant ces cinq années sombres, nombreux furent les Malmédiens qui périrent dans les camps de concentration nazis pour avoir marqué leur attachement à la Belgique.

### Seconde période belge (depuis 1944)
La ville sera libérée par les troupes américaines en septembre 1944.
Au cours de la bataille des Ardennes, la ville est le théâtre de deux événements dramatiques. Le 17 décembre 1944, au carrefour de Baugnez, à quatre kilomètres au sud de la cité, des Waffen-SS massacrent plus de septante soldats américains faits prisonniers et désarmés. Cet épisode de la bataille est connu sous les noms de « massacre de Baugnez » ou « massacre de Malmedy » ; un odonyme local (« rue du 17-Décembre-1944 ») rappelle cet événement.
Nœud routier important, la ville ne tombe toutefois pas aux mains allemandes au cours de la bataille des Ardennes, en dépit d'une attaque effectuée le 21 décembre 1944 par des troupes menées par Otto Skorzeny et repoussée par les troupes américaines protégeant la ville.
En revanche, Malmedy est victime les 23, 24 et 25 décembre 1944 de bombardements de l'aviation américaine qui font plus de deux cents morts dans la population civile (le nombre de soldats américains victimes de ces bombardements n'a, semble-t-il, jamais été divulgué officiellement) et réduisent en cendres l'essentiel du cœur historique de la cité.
En 1977, la commune de Malmedy a fusionné avec celles de Bévercé et Bellevaux-Ligneuville, faisant ainsi passer sa population de 6 300 à 10 000 habitants.

## Héraldique
|  | La ville possède des armoiries qui lui ont été octroyées le 10 août 1926 et à nouveau le 9 septembre 1990. Elles montrent le symbole du saint-patron de la ville depuis le IXe siècle, Saint Quirin. La mitre, l'épée et la crosse sont les symboles de l'Abbaye de Malmedy dans laquelle les reliques du saint sont gardées. Selon la légende il a tué un dragon, d'où sa représentation. Blasonnement : D'or à un dragon de sable sur un tertre de sinople. L'écu posé sur une épée d'argent garnie d'or, la pointe en bas, et une crosse d'or passées en sautoir, et sommé d'une mitre du même. Source du blasonnement : Heraldy of the World. |

## Politique et administration

### Collège et conseil communal 2024-2030
| Collège communal  |                     |                           |
| ----------------- | ------------------- | ------------------------- |
| Bourgmestre       | Jean-Paul Bastin    | Les Engagés - Alternative |
| 1er Échevin       | Ersel Kaynak        | PS - Progrès              |
| 2e Échevin        | Simon Dethier       | Les Engagés - Alternative |
| 3e Échevine       | Catherine Schroeder | Ecolo - Alternative       |
| 4e Échevin        | Mathieu Bronlet     | Alternative               |
| 5e Échevine       | Aline Pierre        | Les Engagés - Alternative |
| Président du CPAS | Gregory Schons      | Progrès                   |

### Jumelages
| Ville | Ville      | Pays | Pays      | Période                     |
| ----- | ---------- | ---- | --------- | --------------------------- |
|       | Beaune     |      | France    | depuis 1962                 |
|       | Cochem     |      | Allemagne | depuis 1975                 |
|       | Marseillan |      | France    | depuis le 23 septembre 2017 |

## Patrimoine et culture

### Environnement

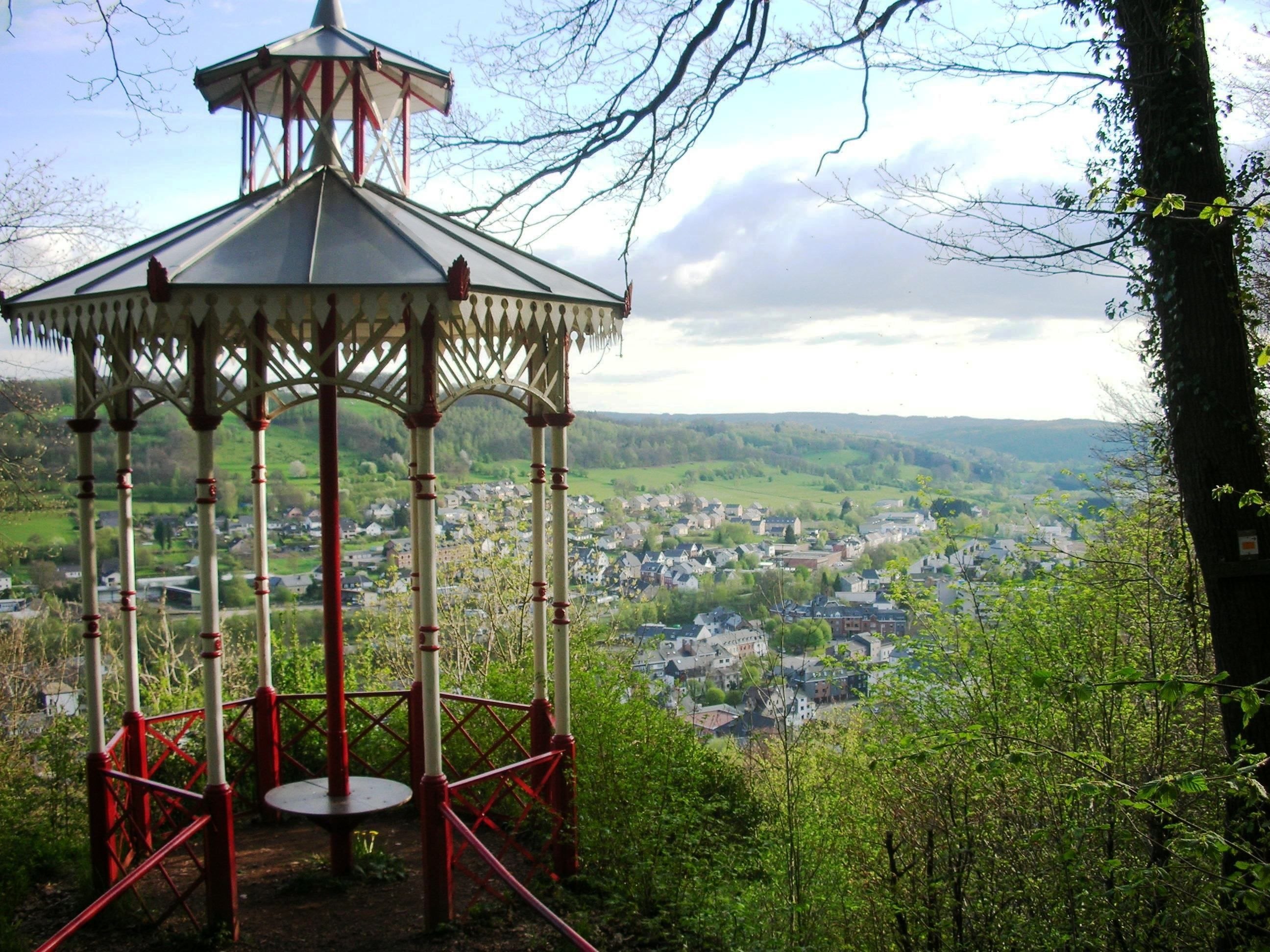
Malmedy vue du belvédère du calvaire.

Plusieurs associations sont actives dans la protection de la nature et de l'environnement malmédien, en particulier :
- le cercle Marie-Anne Libert ;
- Patrimoine-Nature.

### Patrimoine naturel
En 2020, la commune de Malmedy héberge 27 sites de Grand Intérêt biologique (SGIB) ; 7 sites Natura 2000 et 5 sites protégés comme Réserve naturelle.
- Sites de Grand Intérêt Biologique (SGIB) sur poudingue

En Belgique, le poudingue de Malmedy, d’origine fluviatile, est le seul de son espèce. Les autres sont d’origine marine. Le SGIB 3195 Thier et Bois de Livremont est le plus étendu.
- Projet de réserve naturelle sur poudingue[18].

En 2022, un projet de création d'une réserve naturelle a été proposé à la commune de Malmedy . Il concerne des terrains situés à Bévercé, en rive droite de la Warche.
- Projet de "Jardin de pluie"

En 2022, un projet de "Jardin de pluie" a été proposé à la Région wallonne, qui a décidé de soutenir sa réalisation. Il concerne le site de l'ancienne Gare de Malmedy.
- Le Grand abri de 1944 (dans le parc de la Cathédrale). Le 28février 2025, le Collège communal a accepté qu'il soit classé en Cavité Souterrainne d'Inntérêt Scientifique (CSIS)[21].

### Patrimoine bâti

#### En ville
- Cathédrale Saints-Pierre-et-Paul et Saint-Quirin, place du Châtelet
- Ancienne abbaye des Saints-Pierre-et-Paul devenue Malmundarium (musée), place du Châtelet
- Villa Lang, rue Steinbach et place du Châtelet
- Villa Steisel, place du Châtelet
- Place Albert et son obélisque repris sur la liste du patrimoine immobilier classé de Malmedy
- Place de Rome, la maison Cavens et le kiosque
- Chapelle de la Résurrection, place du Pont Neuf
- Chapelle Notre-Dame-des-Malades (anciennement 'Sainte-Marie-Madeleine')
- Maison Villers, Cheminrue, no 11, seul bien immobilier de la ville repris sur la liste du patrimoine immobilier exceptionnel de la Wallonie
- Ancienne halle de Grètèdar, rue Grètèdar
- Pont d'Outrelepont et la statue de saint Jean Népomucène
- les rues Neuve, Haute Vaux, de la Vaux, Grétedar, de Bavière et le square d'en Al Vallée avec les façades des maisons recouvertes d'ardoises

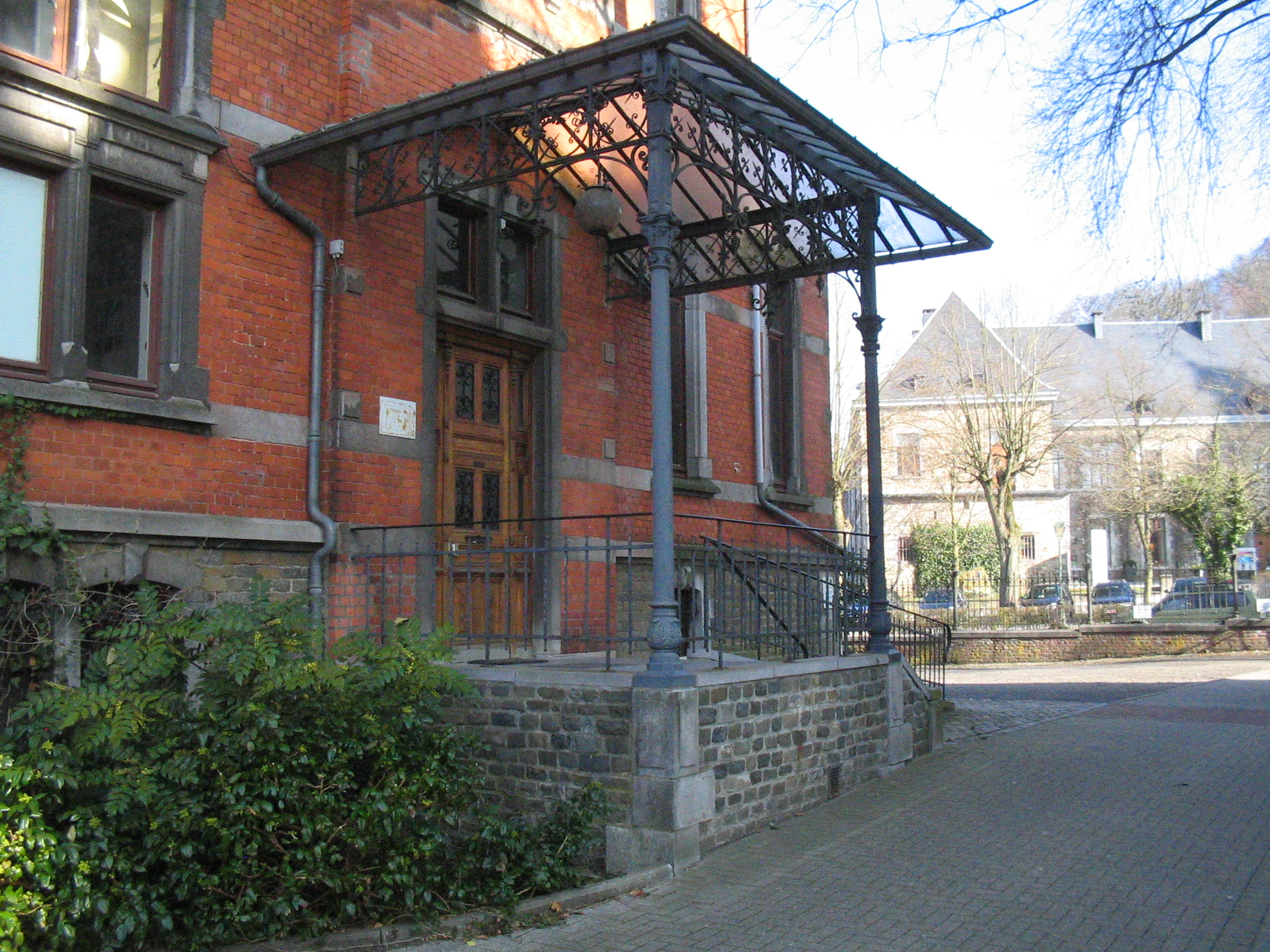
Verrière de la Villa Steisel.

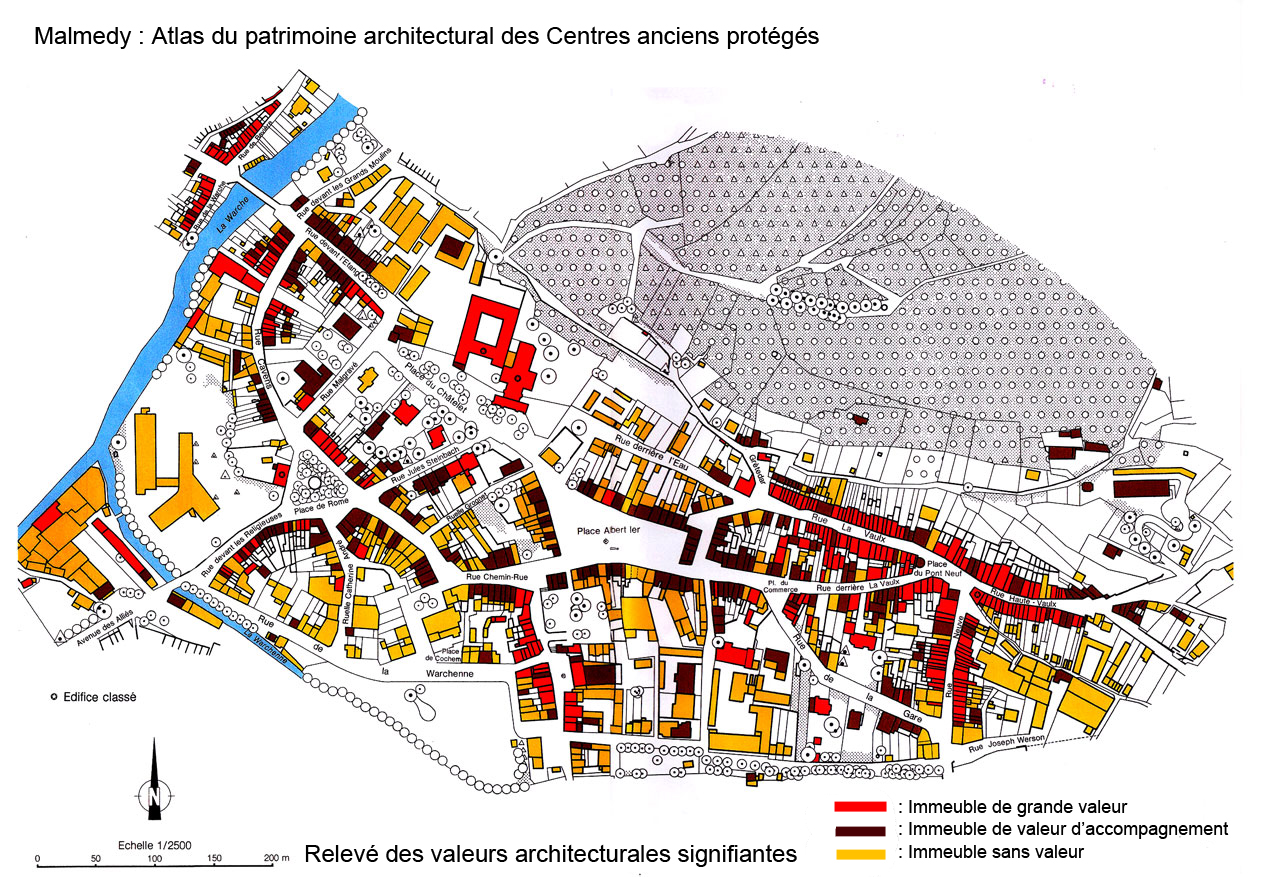
Atlas du patrimoine architectural de Malmedy.

#### En dehors de la ville
- Église Saint-Aubin et le cimetière à Bellevaux.
- Maison Maraite à Bellevaux, un pan-de-bois.
- Ermitage de Bernister.
- Chapelle Fischbach à La Baraque Michel.
- Chapelle Saint Hubert à Pont.
- Chapelle Saint Hilaire à Burnenville.

Voir la liste du patrimoine immobilier classé de Malmedy.

#### Patrimoine en pans-de-bois
Le pan-de-bois, ou colombages, associe à une « grille » de poutres un mélange de remplissage, le torchis, c’est-à-dire un mélange terre-paille. Une fois sec, ce remplissage, parfois aussi réalisé en maçonnerie, forme avec l'ossature une paroi où des vides peuvent être réservés pour accueillir portes, fenêtres et autres passages. C'est une technique de construction ancienne, très courante dans la région, qui se repère sur des murs latéraux, des façades arrières et, parfois, quand elle n'est pas couverte par un bardage en ardoises, en façade principale. Ce système de construction  ingénieux s'avère robuste, capable de se maintenir en place pendant plusieurs siècles.

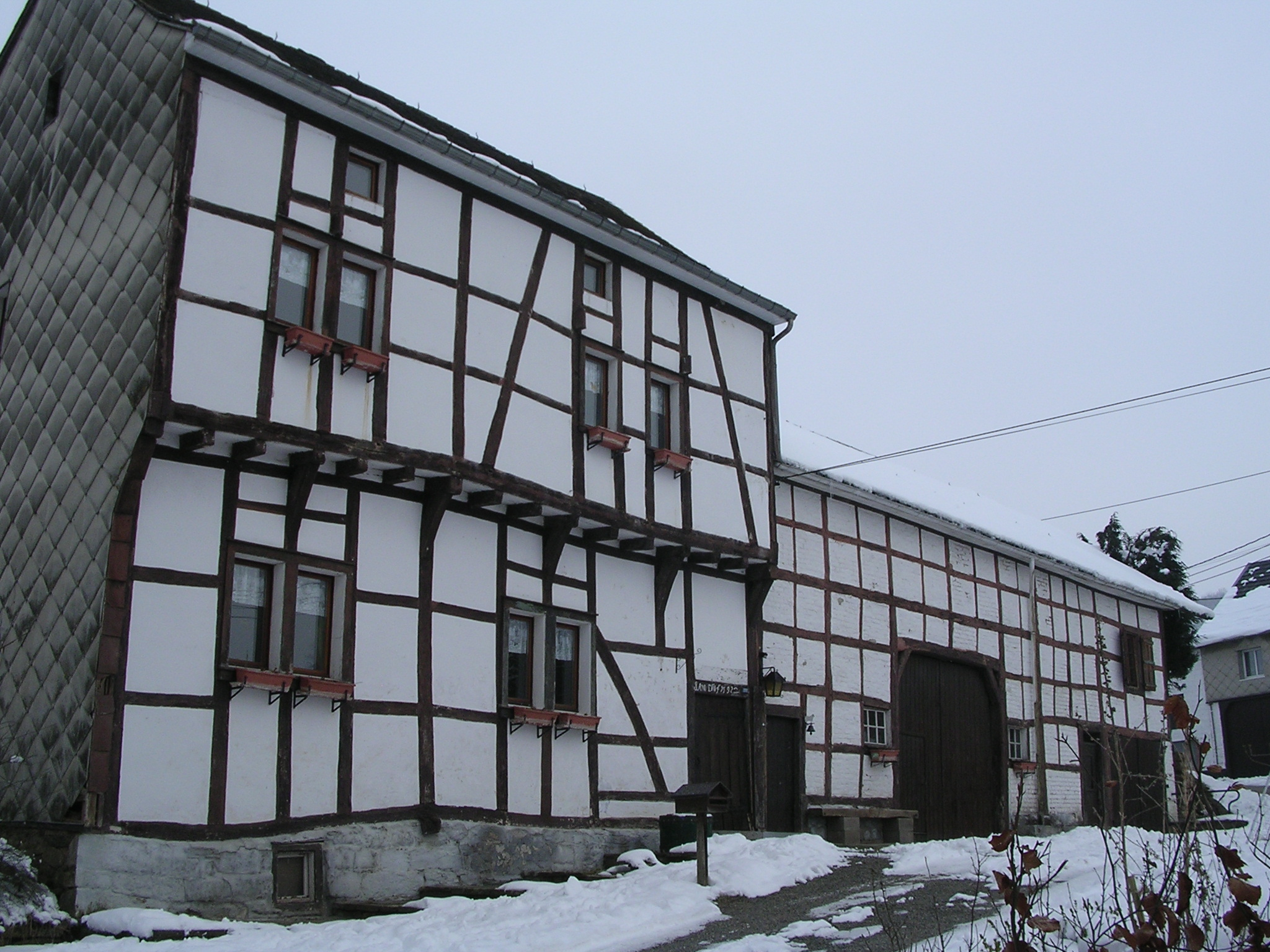
Maison Maraite à Bellevaux : maison en pans-de-bois classée.

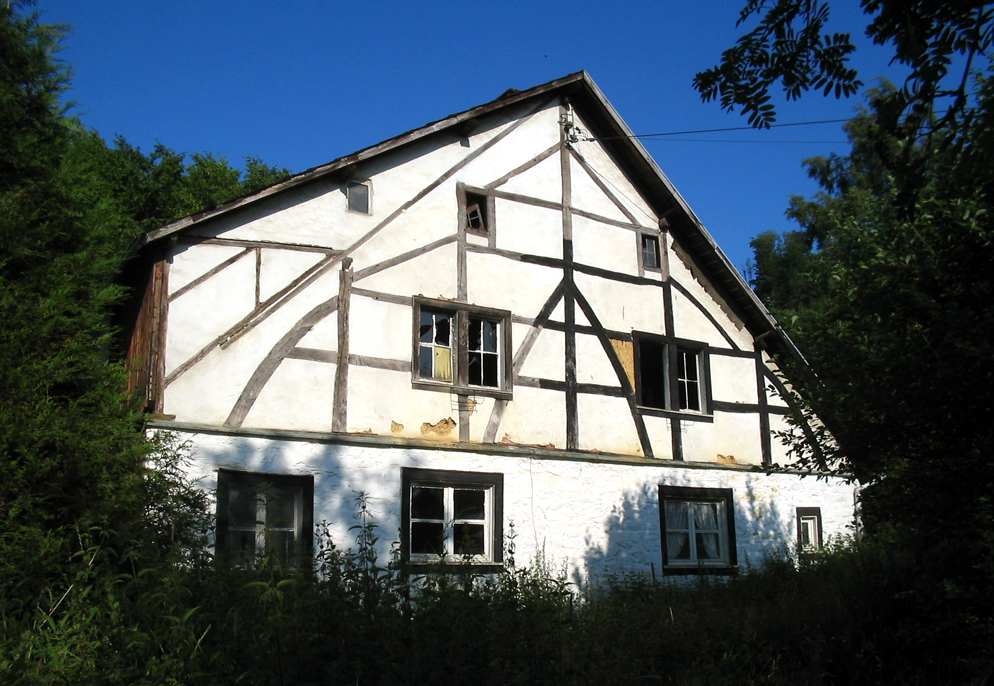
Patrimoine détruit en 2015 : ferme en pans-de-bois.

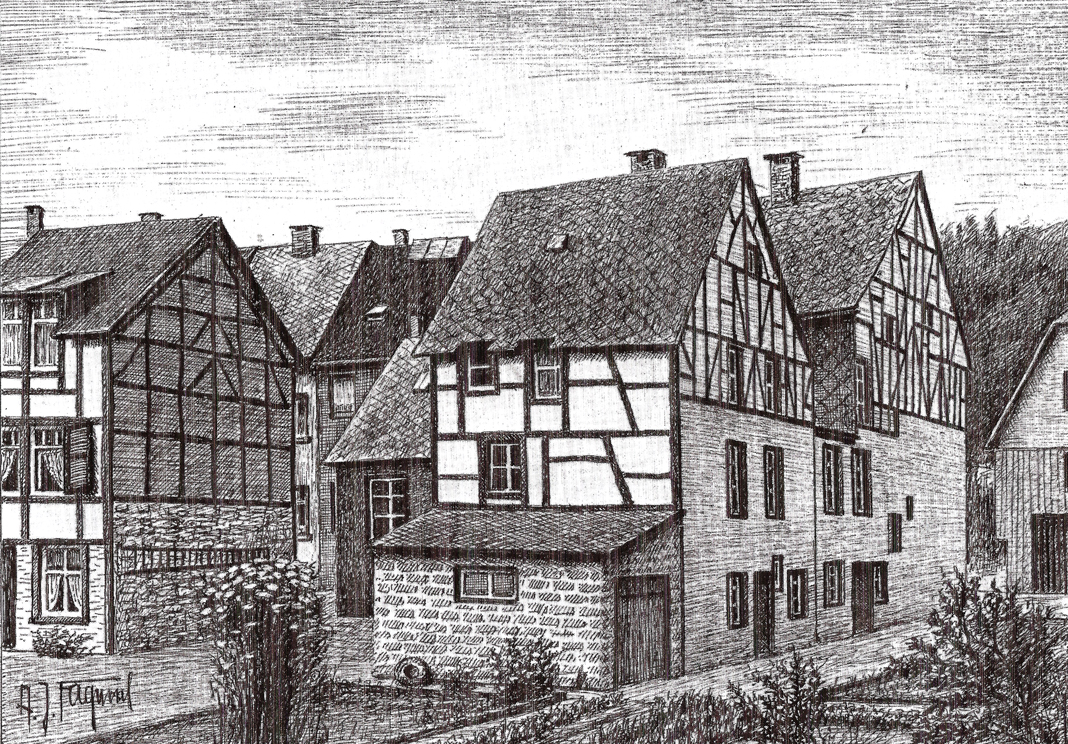
Rue Cavens vers 1970.

Mais, comme leurs propriétaires ou les promoteurs immobiliers n'y voient que des structures vieillottes, « chaque année voit la disparition d'édifices qui auraient pu être restaurés sans réelle difficulté ».
La démolition d'un pan-de-bois ne représente pas seulement une perte patrimoniale. Elle constitue aussi une erreur dans le cadre du développement durable. L'ossature est en effet
formée de grosses poutres, souvent en chêne. Ces arbres de nos régions qui ont capté le CO2 pendant des décennies jouent le rôle de puits de carbone. Démolir ces structures, puis en faire du bois de chauffage, rejetterait ce CO2 dans l'atmosphère. Rénover les maisons en pan-de-bois en bâtiments basse-énergie serait plus efficace dans la lutte contre le réchauffement climatique ; leur forme, en général simple et compacte, constitue un atout. Pour le professeur Leturcq, chercheur au CNRS, il vaut mieux conserver le bois le plus longtemps possible plutôt que le brûler. La séquestration du carbone dans les bois de charpente est ainsi une piste à privilégier dans la lutte contre le réchauffement climatique.

### Petit patrimoine

#### Le patrimoine en fer forgé
Autrefois, les bâtiments les plus prestigieux étaient entourés de grilles en fer forgé (Hôtel de Ville, Villa Lang, Villa Steisel...). Certains d'entre-eux les ont conservées. Souvent, des grilles bordaient aussi les jardinets d'immeubles plus modestes.

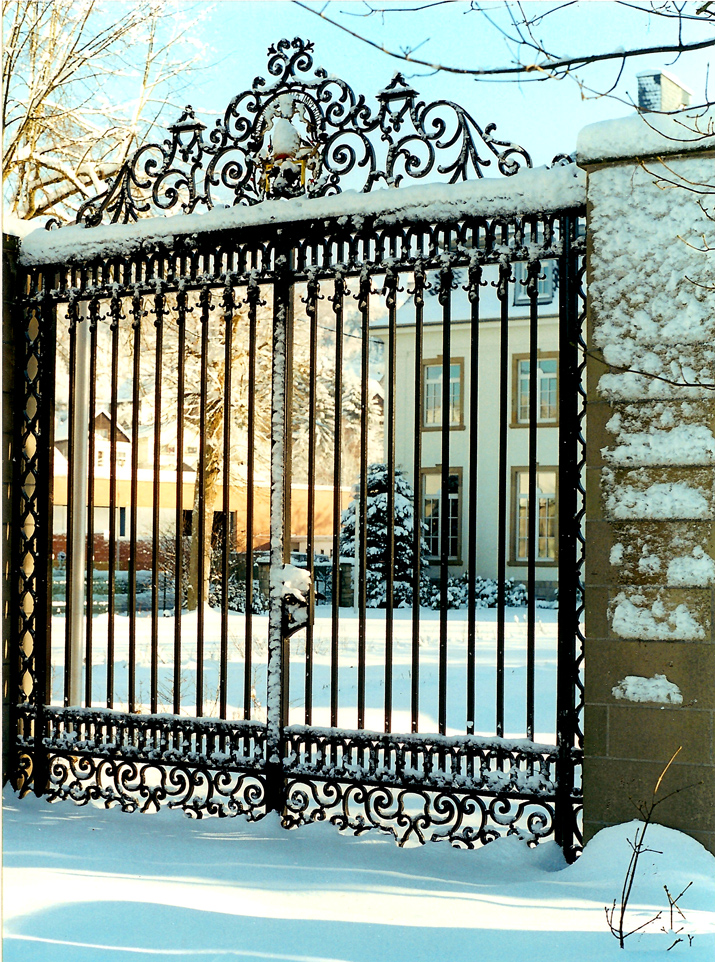
Grille d'entrée de l'Administration des finances.

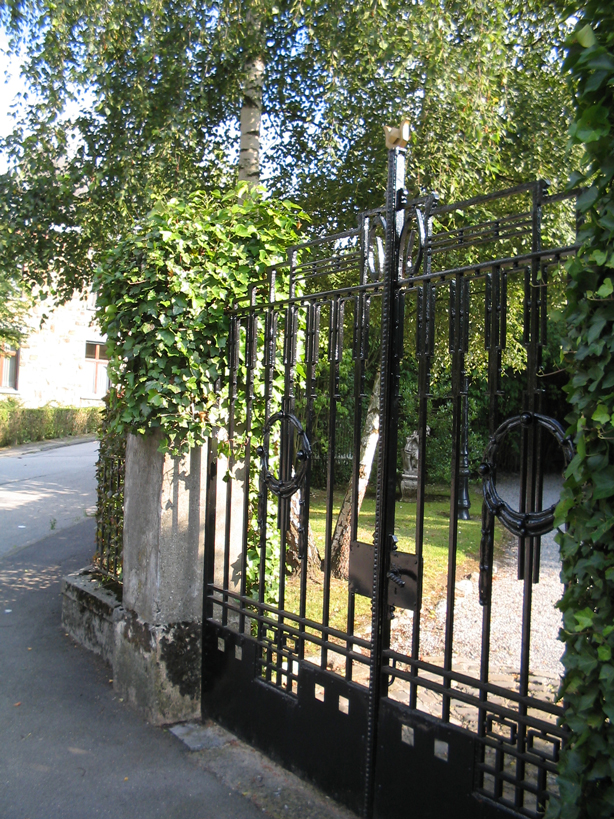
Grille d'entrée d'une villa, avenue Mon-Bijou.

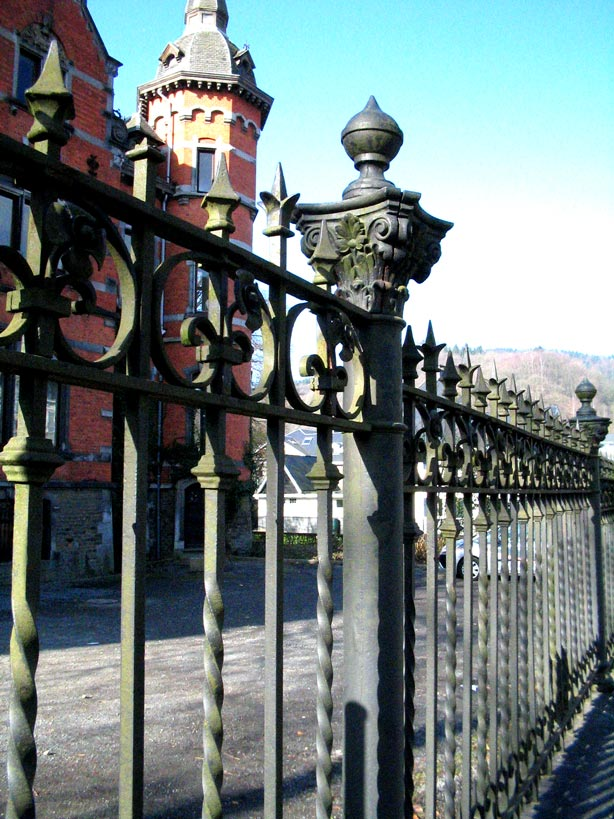
Grille de la villa Steisel.

Parmi les techniques utilisées pour assembler les barres métalliques, le forgeron aura notamment recours pour leur recoupement à la technique des trous renflés. Celle-ci est encore bien visible au niveau des barreaux protégeant les fenêtres des granges de tanneries.

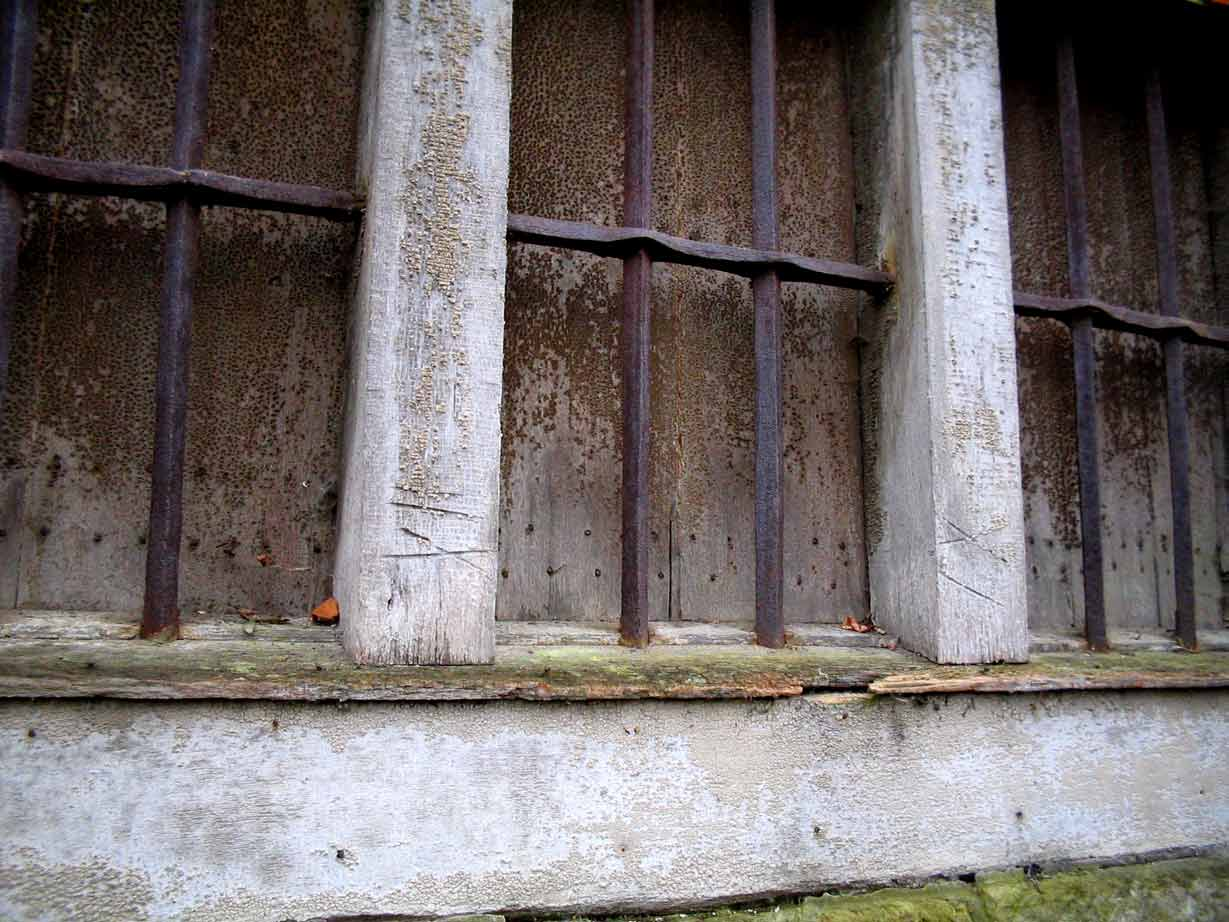
Tannerie Kalpers : fenêtres du rez-de-chaussée.

### Patrimoine scientifique

#### Les herbiers
En Haute-Ardenne, l'herbier le plus ancien  est celui de Marie-Anne Libert (1782-1865). Une part importante de cet herbier fut consacrée aux Cryptogames des environs de Malmedy et, entre 1830 et 1837, une de ses publications sur le sujet concernait 400 espèces. En 1871, une partie des collections de Marie-Anne Libert est acquise par le Jardin Botanique de Bruxelles, devenu depuis le Jardin Botanique de Meise, où elle est toujours précieusement conservée (ibidem).

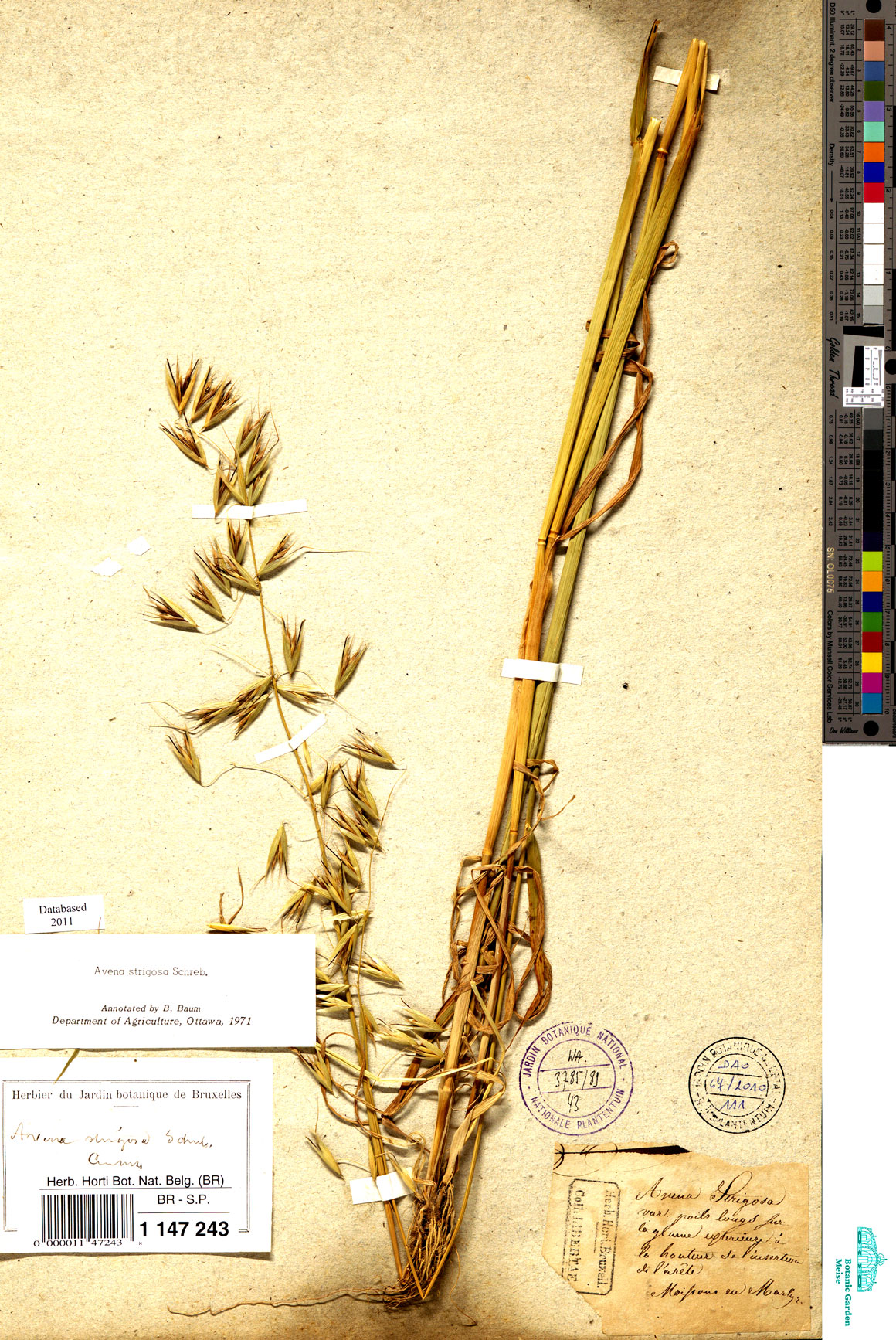
Avena strigosa : une planche de l'herbier de Marie-Anne Libert.

Les herbiers relatifs à la Haute-Ardenne sont des herbiers locaux, car ils concernent une région limitée de Wallonie. Le plus souvent, il s’agit aussi d’herbiers d'un seul collecteur (abbé Joseph Bastin, chanoine François Toussaint, Léopold Grosjean, Marie-Anne Libert, Johann Siegers...), qui rassemblent quelques centaines d'espèces.
Les anciennes collections de plantes séchées ont une grande valeur historique , car  elles fournissent aussi de précieuses informations sur les pratiques des botanistes d’antan. Souvent, elles sont accompagnées de documents annexes : dessins, notes de terrain, correspondances, publications, voire de flores ou d'atlas.
Tous les herbiers constituent enfin des banques de données moléculaires, en particulier de l'ADN. L'analyse de cet ADN, qui peut être aussi réalisée sur les spécimens anciens, permet de préciser les classifications basées sur des données morphologiques.

### Culture et traditions

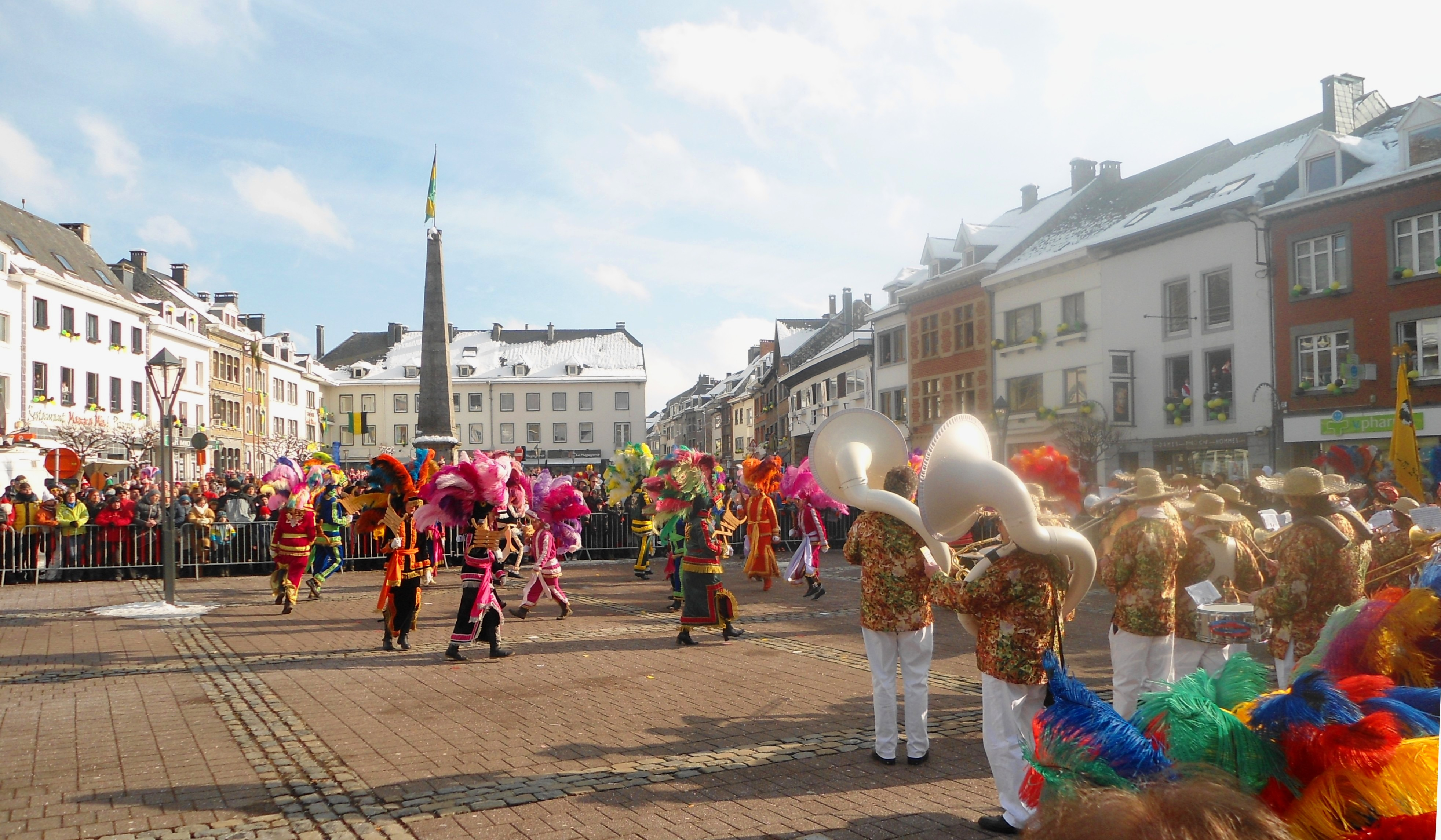
Cwarmê : la danse de la Haguète.

Les bouleversements culturels qu'a connus la ville au cours de son histoire, typiques des pays frontaliers, ont donné à la population malmédienne un caractère particulier dont on ne sait véritablement saisir l'esprit qu'en participant intensément à sa vie quotidienne ! Mais malgré toutes ces vicissitudes, les Malmédiens semblent avoir conservé les qualités reconnues du XVIIIe siècle par un chimiste anglais en ces termes « Les habitants de Malmedy sont honnêtes, industrieux, opulents, affables, sociables et courtois envers les étrangers ».
On dénombre 7 chorales masculines, 2 ensembles lyriques, 1 cercle accordéoniste, 1 cercle mandoliniste, 1 académie de musique et 4 ensembles musicaux (1 orchestre d'harmonie, 2 fanfares et 1 brass band).
D'un esprit très festif, les Malmédiens qui ont élevé au niveau de leur langue wallonne et leurs folklores typiques… ne ratent jamais l'occasion de se réunir pour faire la fête. Outre le Cwarmê (carnaval), les habitants de Malmedy célèbrent encore la Saint-Jean d'été, la Saint-Pierre (jour de kermesse à Malmedy), la Saint-Géréon ("Tribodlèdje") et la Saint-Martin. Le carnaval de Malmedy reste l'événement phare de la cité. Le tourisme y est très développé et ce tout au long de l'année.
Viennent s'ajouter à ces fêtes, les traditionnelles Noël et Pâques, un 21 juillet pas comme les autres qu'on intitule la "Vraie Fête" ou des réjouissances plus particulières comme la "Heye dès Rwès" (Épiphanie). Les "Cus'nées" (récolte des pommes de terre) et les Jahrgang, mot d'origine germanique signifiant « millésime » et néologisme usité dans le wallon malmédien… désignant les retrouvailles d'une classe scolaire… Mais quoi qu'il en soit, il n'y a pas de vraie fête à Malmedy sans rimê è wallon, discours ou poèmes en wallon. Et clin d'œil à leur histoire, les malmédiens ont choisi pour honorer leur « appartenance profonde à la Wallonie de doubler les noms des rues et les instructions sur les parcmètres » en wallon. Depuis quelques années, la confrérie de l'Omelette géante vous invite, à l'occasion des fêtes du 15 août, à venir déguster une omelette géante de dix mille œufs, confectionnée dans une poêle géante de quatre mètres de diamètre.

### Spécialités
- Les baisers de Malmedy : meringues nature ou garnies de crème fraîche ou de crème au beurre
- Les gaufres à la crème fraîche (lors des quatre jeudis gras)
- La tarte aux myrtilles
- La salade russe (période carnavalesque)
- La soupe aux pois (période carnavalesque)
- La tarte au riz
- La bière de Bellevaux

## Économie
- Malmedy Expo - Hall des foires (situé dans les anciennes tanneries)
- Papeteries
- Bâtiment
- Carrières
- Petites et moyennes entreprises installées dans la zone industrielle
- Agriculture
- Pisciculture
- Grand Prix automobile de Belgique et autres compétitions au circuit de Spa-Francorchamps
- Tourisme et commerces
- Le secteur Horeca, avec des infrastructures touristiques et sportives bien développées, constitue un des atouts majeurs pour la ville.

### Papeterie malmédienne
Le papier arrive en Espagne au XIe siècle avec les Arabes, il monte vers la France au XIIIe siècle puis en Belgique – le premier moulin à papier connu est daté de 1401 et se trouve dans la région de Bruxelles.
À Malmedy, le papier arrive plus tard : le premier moulin date de 1750. Henri Steinbach reprend en 1802 la papeterie abbatiale, qui profitera des progrès techniques en la matière.
Pendant le XIXe siècle, la ville devint une zone importante de la papeterie européenne. À l'usine Steinbach, d'une grande réputation, s'ajouta en 1909 l'usine du Pont de Warche. Au début du XXe siècle, l'industrie papetière malmédienne occupe environ 600 personnes.

### Tanneries
Si Malmedy fut un important centre de tannage durant l'Ancien régime, c'est dû à sa situation : au cœur de forêts, elle disposait d'une source non négligeable de tanin ; deux rivières (la Warche et la Warchenne) lui fournissaient l'énergie hydraulique nécessaire pour cette industrie par l'utilisation de moulins ; enfin l'élevage – notamment les bêtes à cornes – donnait accès à la principale matière première, la peau animale.

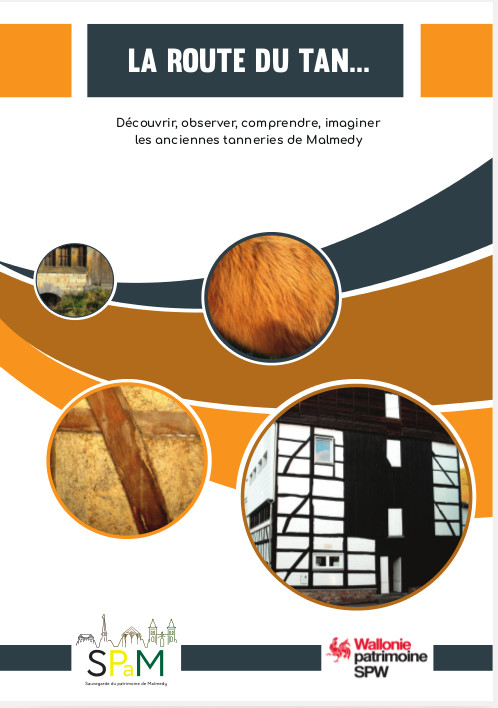
Pour découvrir, observer, comprendre et imaginer les anciennes tanneries de Malmedy.

Vers 1500, les moines, propriétaires de la majorité des terres de la région, autorisent l'installation de fosses à tan juste en dehors des enceintes de la cité. Pour des raisons de salubrité, on rassemble, en 1595, les seize tanneries au lieu appelé le « so l'Fa », un terrain fangeux le long de la Warchenne.
Le rattachement à la France et en particulier les guerres napoléoniennes (1795-1815) ont été la cause d'un essor remarquable pour l'industrie du cuir, matière première des souliers, bottes, selles, harnais etc., utilisés durant les campagnes militaires.
Ensuite, l'industrie malmédienne s'est adaptée aux nouvelles techniques. De grands hangars furent élevés pour abriter les nouvelles machines (à battre et à lisser le cuir), introduite au XIXe siècle par la Révolution industrielle, et les séchoirs chauffés et ventilés en permanence.
Le traitement des peaux a permis à Malmedy de prendre de l'importance : les cuirs issus de ses tanneries étaient exportés jusqu'en Allemagne par quelques bourgeois marchands. Cela leur a permis de faire fortune : les maisons Cavens et Villers, grandes maisons bourgeoises, sont des exemples montrant encore de nos jours les richesses accumulées par ces familles.

### Tourisme
- Le Malmundarium, centre touristique et culturel : la ville a inauguré le 4 avril 2011, l'atelier du cuir, l'atelier du papier et l'atelier du carnaval, des espaces d'exposition constitués du trésor de la cathédrale et de l'espace temps (historium). On y découvre en outre de nombreuses expositions temporaires.
- Les maisons en pan-de-bois (colombages souvent recouverts d'ardoises) dans son "Centre ancien protégé".
- Le mémorial du massacre de Baugnez : le 17 décembre 1944, des soldats de la Waffen-SS y ont fusillé des prisonniers de guerre américains. Voir aussi Bataille des Ardennes, dimanche 17 décembre 1944.
- Le circuit de Spa-Francorchamps du Grand Prix de Formule 1.
- La réserve naturelle des Hautes Fagnes.
- Le poudingue de Malmedy.Rocher de  poudingue de Malmedy, en rive droite de la Warche (Bévercé)[28]
- Le Grand abri de 1944 dans le parc de la Cathédrale[21]
- Le Royal Club wallon.
- Le siège du commissariat d'arrondissement.
- La graphie et la prononciation « Malmédy » date du temps où la ville appartenait à la Prusse (voir Wallonie malmédienne), cependant elle n'a pas de rapport avec la langue allemande. Un avocat malmédien d’origine française, Arsène de Noue, a imposé cette graphie en « é », notamment par son hebdomadaire local en français La Semaine. Originaire d’une localité près de Montmédy en France, Arsène de Noue a transposé la graphie en Malmédy. Les deux notations ont constamment coexisté jusqu’à ce que la Ville de Malmedy décide d’y mettre fin. La décision fut prise lors du Conseil Communal du 27 juin 1985 qui consacra l’orthographe Malmedy qui est la plus vieille connue de l‘époque de l'ancienne Principauté et donc bien avant la période prussienne (1815). La ville étant wallonne et francophone, s'appelait Malmendy (évolution du latin Malmundarium et prononcé MalmEndy (« mEn » comme dans « mEnu », par exemple). Cette syllabe sourde évolua donc en « E », pour donner Malmedy, qui est donc bien une graphie française et non allemande.
- Carnaval : le Cwarmê (ancienne appellation) où l'on retrouve les masques traditionnels du Pierrot, du Boulanger ou encore de la célèbre Haguète de Malmedy.

## Personnalités malmédiennes
(par ordre alphabétique)
- Abbé Joseph Bastin.
- Jules Bastin, (1933 à Bellevaux-Ligneuville - 1996 à Waterloo), chanteur lyrique (basse).
- Henri Bragard, (1877-1944), écrivain d'expression wallonne.
- Thomas Braun, (1814-1906), pédagogue[29].
- Comès, (1942-2013), dessinateur et scénariste de bandes dessinées.
- Pierre Culot, (1938-2011), sculpteur, céramiste et potier.
- Henri Cunibert, architecte.
- Freddy Herbrand, (né en 1944), champion de Belgique de décathlon à plusieurs reprises.
- Hermann, (né en 1938), dessinateur et scénariste de bandes dessinées.
- Sophie Karthäuser (née en 1974), chanteuse lyrique (soprano).
- Jean Lejoly (né en 1945), botaniste.
- Marie-Anne Libert, (1782-1865), botaniste.
- Guido Maus (né en 1964), peintre, dessinateur et sculpteur belge.
- Abbé Joseph Péters (1894-1943), résistant.
- Abbé Nicolas Pietkin, (1849-1921), prêtre et militant wallon.
- Henri Pousseur, (1929-2009), compositeur.
- Louis-Félix Rhénasteine, (1718-1799), peintre.
- Alexandre Thomas, (1810-1898), peintre.
- Raoul Ubac, (1910-1985), peintre et sculpteur.